# Wirtschaft Nordkoreas
Die stagnierende Wirtschaft Nordkoreas und der Zusammenbruch von Handelsbeziehungen mit dem früheren Ostblock, insbesondere nach dem Sturz der realsozialistischen Regierungen in Osteuropa und dem Zerfall der Sowjetunion, haben die nordkoreanische Regierung in Pjöngjang vor schwierige strategische Entscheidungen gestellt. Andere Planwirtschaften haben sich in ähnlichen Situationen für Reformen der nationalen Wirtschaft und die Liberalisierung des Handels entschieden. Unabhängig von aktuellen Entwicklungen einer eingeschränkten wirtschaftlichen Öffnung des Landes, so z. B. in der Industrieregion Kaesŏng, der Touristenregion Kŭmgang-san und der Besonderen Verwaltungsregion Sinŭiju, ist Nordkorea nicht willens, grundsätzliche Änderungen einzuleiten. Die Führung ist entschlossen, die strikte politische und ideologische Kontrolle im Land aufrechtzuerhalten.
Etwa 81 % des Staates sind bedeckt von relativ hohen Gebirgszügen und bewaldeten Berg- und Hügellandschaften, die von tiefen und engen Tälern durchschnitten sind. Dazwischen finden sich nur kleine Ebenen, die kultiviert werden können. Gut nutzbare Häfen befinden sich an der Ostküste des Landes zum Japanischen Meer hin. Die Hauptstadt Pjöngjang befindet sich in der Nähe der Westküste am Taedong-gang.
Obwohl der Großteil der nordkoreanischen Einwohner als Fabrikarbeiter in Städten lebt, ist der Anteil der Landwirtschaft am Bruttonationaleinkommen mit 25 % vergleichsweise hoch, und das, obwohl der Ertrag noch nicht wieder auf der Höhe vom Beginn der 1990er Jahre ist. Der Handel mit Südkorea hat zwar seit 1988 zugenommen, nutzbare Verbindungen zwischen den beiden Staaten existieren jedoch nicht.
Nordkorea leidet nach wie vor an chronischer Nahrungsknappheit, einem Resultat aus dem abgeschotteten Regime, mehrfachen Naturkatastrophen und generellen strukturellen Mängeln, wie z. B. einer geringen landwirtschaftlichen Nutzfläche und einer kurzen Wachstumsperiode, sowie einer einseitigen Verteilung zugunsten des Militärs, die das einfache Volk nahezu ausschließt. Die Nahrungsknappheit wurde zusätzlich von Rekordüberschwemmungen 1995 und dem anhaltenden Mangel an Dünger und landwirtschaftlichem Gerät forciert. Nach einem internationalen Hilfeersuchen wurden durch das Welternährungsprogramm der Vereinten Nationen im Zeitraum vom Juli 1999 bis zum Juni 2000 circa 500.000 Tonnen an Nahrung zur Verfügung gestellt.

## Kolonialherrschaft und Nachkriegsteilung
Mitte der 1920er Jahre konzentrierte die japanische Kolonialherrschaft die industrielle Entwicklung im Norden der koreanischen Halbinsel. Dies führte zu einer Abwanderung der Bevölkerung aus dem landwirtschaftlich geprägten Süden der Halbinsel nach Norden.
Dieser Trend kehrte sich mit dem Ende des Zweiten Weltkrieges um, als nach der Teilung Koreas in eine amerikanische und eine sowjetische Besatzungszone mehr als zwei Millionen Koreaner in den Süden übersiedelten. Dieser Exodus setzte sich nach der Gründung der Demokratischen Volksrepublik Korea 1948 und während des Korea-Krieges 1950–1953 fort. Lebten nach der Volkszählung im Oktober 2008 knapp 24,05 Millionen Menschen im Norden, beträgt die Bevölkerungsgröße in Südkorea 46,4 Millionen.
Die Teilung Koreas nach dem Zweiten Weltkrieg führte zu einer ungleichmäßigen Verteilung von natürlichen und menschlichen Ressourcen, mit Nachteilen für beide Staaten. Nach den meisten wirtschaftlichen Maßstäben stand der Norden besser da, der Süden beherbergte hingegen etwa zwei Drittel der arbeitsfähigen Bevölkerung. 1945 befanden sich zwar 65 Prozent der Schwerindustrie, jedoch nur 31 Prozent der Leichtindustrie, 37 Prozent der Landwirtschaft und nur 18 Prozent des gesamten Gewerbes im Norden der Halbinsel.
Sowohl der Norden als auch der Süden litten stark unter den Zerstörungen des Korea-Krieges. In den unmittelbar auf den Krieg folgenden Jahren gelang es, durch den Drei-Jahres-Plan (1954–56) die Industrieproduktion auf Vorkriegsniveau zu heben. Unterstützung erhielt Nordkorea von anderen sozialistischen Staaten, insbesondere der Sowjetunion und China, die dem Regime zu einem starken Wirtschaftswachstum in den Nachkriegsjahren verhalfen.

## Strukturmerkmale der nordkoreanischen Wirtschaft

### Planwirtschaft
Die Wirtschaft Nordkoreas ist eine Planwirtschaft. Von den 1950er-Jahren bis in die 1990er-Jahre hinein wurde die Wirtschaft des Landes durch sechs unterschiedlich lange zentrale Pläne gesteuert, deren Laufzeit teilweise über das Planende hinaus verlängert wurde. Folgende Pläne galten:
- 1954–1956: Dreijahresplan
- 1956–1960: Fünfjahresplan
- 1961–1967: Erster Siebenjahresplan, verlängert um drei Jahre bis 1970
- 1971–1976: Sechsjahresplan
- 1978–1984: Zweiter Siebenjahresplan
- 1987–1993: Dritter Siebenjahresplan.
- 2016–2021: Zweiter Fünfjahresplan

Im Dezember 1993 erklärte Nordkorea, die Ziele des dritten Siebenjahresplans seien nicht erreicht worden. Die Regierung kündigte eine dreijährige Anpassungsphase an. In dieser Zeit legte sie den Fokus auf Leichtindustrie, Landwirtschaft und Außenhandel. Jedoch blieb die Getreideernte wegen Düngermangels, Naturkatastrophen und unzureichenden Transport- und Lagerkapazitäten über eine Million Tonnen hinter dem Minimum zur Selbstversorgung. Zusätzlich konnten durch den Devisenmangel keine Ersatzteile für Maschinen oder Öl zur Stromerzeugung eingekauft werden, was zur Schließung vieler Fabriken führte. Nach dem Ende der Übergangsphase wurde kein neuer Wirtschaftsplan aufgestellt.
Während des VII. Parteitag der PdAK 2016 wurde wieder ein Fünfjahresplan beschlossen.

### Massenbewegung
Neben der zentralen Planung ist die nordkoreanische Wirtschaft gekennzeichnet von Elementen der Massenbewegung, die in der Tradition der sowjetischen Stachanow-Bewegung stehen. Hierzu gehört insbesondere die Ch’ŏllima-Bewegung, die 1956 von Kim Il Sung ins Leben gerufen wurde und das Ziel hatte, die Arbeiter durch ideologische Maßnahmen zu schnellerer Arbeit zu bewegen. Noch in den 1980er-Jahren berief sich Kim Jong-Il auf die Ch’ŏllima-Bewegung. Weitere Elemente waren die Ch'ŏngsan-ni-Methode und das Taean Arbeitssystem.

## Modernisierungsbestrebungen
Seit den 1970er-Jahren gab es mehrere Ansätze, das Wirtschaftssystem des Landes zu modernisieren. Diese Schritte waren jeweils kurzfristiger Natur und hatten keine oder nur geringe Erfolge.

### Importe westlicher Technologie
Während der frühen 1970er-Jahre unternahm Nordkorea ein groß angelegtes Modernisierungsprogramm durch den Import westlicher Technologie, insbesondere im Bereich der Schwerindustrie. Zwischen 1972 und 1974 importierte Nordkorea komplette Fabrikanlagen aus Westeuropa. Hierzu gehörte eine Raffinerie aus Frankreich, eine Anlage zur Zementherstellung, eine Fabrik für Kunstdünger, eine Schweizer Uhrenfabrik und eine finnische Papiermühle. Nordkorea ging zur Finanzierung der Importe Verbindlichkeiten bei westeuropäischen Banken ein. Ziel war es, die Kredite mit den Einnahmen zu tilgen, die durch die Exporte der mit diesen Fabriken hergestellten Waren erzielt werden konnten. Diese Vorstellung ließ sich nicht realisieren. Bereits 1975 standen einige der Fabrikanlagen still. Teilweise ließen sie sich nicht sinnvoll mit den stachanowitischen Arbeitsmethoden Nordkoreas betreiben; teilweise fehlte auch die Infrastruktur, die zu einer effektiven Anbindung der Anlagen erforderlich war. Nordkorea war wegen der schrumpfenden Exporte, hauptsächlich während und nach der Ölkrise, allerdings nicht in der Lage, seine Verbindlichkeiten zu begleichen. 1974 stellte Nordkorea den Import westlicher Fabrikanlagen ein.
Hauptsächlich wegen dieser Schuldenproblematik, einhergehend mit einer langen Dürre und Missmanagement in der Wirtschaft fiel das Pro-Kopf-Bruttonationaleinkommen unter das des Südens. Ende 1979 lag es etwa bei einem Drittel des Südens. Die Ursachen für diese relativ schlechte Entwicklung sind komplex, allerdings sind die überproportional hohen Militärausgaben (etwa 25 % des Bruttonationaleinkommens) ein Hauptgrund. Nach Angaben der WAZ lag das Bruttoeinkommen 2006 bei ca. 200 US$ (Südkorea 21.000 US$).

### Stärkung der Landwirtschaft
Im April 1982 kündigte Kim Il-Sung eine neue wirtschaftliche Strategie an, die die Priorität auf die Stärkung der Landwirtschaft durch Gewinnung nutzbarer Ackerfläche, den Ausbau der nationalen Infrastruktur, insbesondere Elektrizitätswerke und Transporteinrichtungen, und die Nutzung nordkoreanischer Produkte legte. Außerdem wurden die Handelsaktivitäten gestärkt.

### Sonderwirtschaftszonen
Im September 1984 kündigte Nordkorea ein Gesetz zur Ansiedlung ausländischer Investitionen und Technologie an, das allerdings nicht von der Änderung der Prioritäten weg vom Militär begleitet war. Das Projekt war nur von kurzfristiger Bedeutung. Nachdem Nordkorea mit Beginn des Jahres 1985 seine wirtschaftlichen Beziehungen zur Sowjetunion wieder intensivieren konnte, verlor Kim Il-Sung zunächst das Interesse an Sonderwirtschaftszonen.
1991 kündigte die Regierung die Einrichtung einer Sonderwirtschaftszone in den nordöstlichen Regionen Rajin-Seonbong und Ch’ŏngjin an. Die Investitionen dieser Zonen bleiben jedoch wegen Problemen mit der Infrastruktur, der Bürokratie und der Unwägbarkeiten der Sicherheit und Realisierbarkeit der Investitionen hinter den Erwartungen zurück.

## Schuldenproblematik
In den 1970er-Jahren begann Nordkorea, sich im (westlichen) Ausland zu verschulden. Erster Anlass hierfür war der Import westlicher Industrieanlagen, der durch Kredite finanziert wurde. Nach dem Scheitern dieser Projekte konnte das Land die notwendigen Mittel zur Kredittilgung nicht mehr erwirtschaften. Nordkorea stellte daraufhin bereits 1976 die Kredittilgung ein. Es wurde das erste sozialistische Land, das seine Schulden am freien Markt nicht mehr bezahlte.
1979 konnte Nordkorea zwar die Neuverhandlungen der Verbindlichkeiten erreichen, geriet aber bereits 1980 wieder in Zahlungsverzug gegenüber allen Kreditgebern außer Japan. Ende 1986 beliefen sich die Schulden bei westlichen Kreditgebern auf mehr als eine Milliarde US-Dollar. Zusätzlich belasteten Kredite in einer Höhe von knapp zwei Milliarden US-Dollar von anderen sozialistischen Staaten, vornehmlich der Sowjetunion, das Land. Auch die Verbindlichkeiten gegenüber Japan konnten nicht mehr beglichen werden. Im Jahr 2000 beliefen sich die Verbindlichkeiten und Zinsen auf eine Höhe von 10 bis 12 Milliarden US-Dollar.

## Zusammenbruch des Ostblocks
Im Jahr 1984 kam es zu einer Reaktivierung der Beziehungen mit der Sowjetunion. Während einer 45-tägigen Reise durch die UdSSR und einige osteuropäische Staaten schloss Kim Il-Sung eine Reihe von Wirtschaftsabkommen, in deren Folge der nordkoreanisch-sowjetische Handel innerhalb eines Jahres um 94 % anstieg. Die UdSSR blieb bis 1990 einer der wichtigsten Handelspartner Nordkoreas.
Nach dem Kalten Krieg und dem Zusammenbruch des Ostblocks und der Sowjetunion fielen Finanzhilfen und Handelsprivilegien der ehemaligen Partnerstaaten weg. Im September 1990 unterrichtete der sowjetische Außenminister Eduard Schewardnadse Kim Il-Sung persönlich davon, dass die UdSSR ab 1991 keine Investitionen in Nordkorea mehr tätigen werde und der gegenseitige Handel künftig in Devisen abzuwickeln sei. 1991 brach der Handel Nordkoreas mit der Sowjetunion daraufhin um 47,7 % ein. China wurde in den folgenden Jahren zum wichtigsten Handelspartner Nordkoreas.
Auch China reduzierte seine Hilfslieferungen stetig. Diese Entwicklung führte Nordkorea in die schwerste Wirtschaftskrise seit Bestehen des Staates. Andere Gründe waren die nach wie vor überproportional hohen Militärausgaben und das anhaltende Missmanagement. Zwischen 1992 und 1998 schrumpfte die Wirtschaft in etwa um die Hälfte. In dieser Zeit sollen bis zu zweieinhalb Millionen Menschen, gut ein Zehntel der Gesamtbevölkerung Nordkoreas, verhungert sein.

## Nord-Süd-Verbindungen der koreanischen Wirtschaft
Die wirtschaftlichen Verbindungen zwischen Nord- und Südkorea sind seit der Trennung bis zum Jahrtausendwechsel immer weiter zurückgegangen. In den letzten Jahren sind die Beziehungen jedoch etwas enger geworden und einige südkoreanischen Firmen beginnen, in den Norden zu investieren. Diese Investitionen wurden allerdings in den meisten Fällen nur getätigt, weil die südkoreanische Regierung sämtliche Verluste übernimmt, sollten die Investitionen keinen Gewinn abwerfen. Trotzdem bleiben diese Beziehungen relativ schwach, weil im Moment nur wenige große Firmen die Anlage ihres Kapitals im Norden wagen.
Im Anschluss an eine Entscheidung der südkoreanischen Regierung 1988, die den Handel mit dem nördlichen Partnerland ermöglicht, begannen südkoreanische Firmen, Güter aus Nordkorea zu importieren. Direkte Handelsbeziehungen begannen im Herbst 1990 nach einem ersten Treffen der Ministerpräsidenten beider Staaten im September desselben Jahres. Das Handelsvolumen beider Länder stieg von 18,8 Millionen US-Dollar im Jahr 1989 auf 333,4 Millionen US-Dollar im Jahr 1999 an. Ein Großteil dieses Volumens basiert auf Verarbeitung und Montage südkoreanischer Produkte in Nordkorea.
Im selben Jahrzehnt besuchte der Aufsichtsratsvorsitzende des südkoreanischen Konzerns Daewoo Nordkorea und handelte eine Vereinbarung zum Bau eines Leichtindustriekomplexes im nordkoreanischen Namp’o aus. In weiteren Verhandlungen erreichte Hyundai Asan, eine Gesellschaft der Hyundai-Gruppe, die Erlaubnis, Touristengruppen nach Kŭmgangsan zu bringen, um die dortigen Diamantenberge zu besuchen. In jüngerer Zeit erhielt der Konzern auch die Erlaubnis, die Industrieregion Kaesŏng, einen 3,2 km² großen Komplex unweit der Demilitarisierten Zone zu errichten und tätigte damit Investitionen von mehr als einer Milliarde US-Dollar.
Im Anschluss an das Gipfeltreffen zwischen Kim Jong Il und Kim Dae-jung im Jahr 2000 kamen beide Staaten überein, die Eisenbahnverbindung Seoul – Pjöngjang durch die Demilitarisierte Zone wiederherzustellen. Zusätzlich wurde die Vereinbarung getroffen, eine vierspurige Straße zur Verbindung beider Staaten in der Nähe des Ortes Panmunjeom zu errichten, an dem die Military Armistice Commission (MAC), die die Einhaltung des Waffenstillstands überwacht, ihr Hauptquartier unterhält. Sobald diese Verbindungen hergestellt sind, besitzt die Industrieregion Kaesŏng eine direkte Anbindung an südkoreanische Märkte und Häfen.

## Beziehungen zu anderen Staaten
Die engsten wirtschaftlichen Beziehungen bestehen zu China, das auch auf außenpolitischer Ebene der engste Verbündete Nordkoreas ist. Es wird geschätzt, dass 70 bis 80 % der in Nordkorea verkauften Waren aus der Volksrepublik China stammen. Dies zeigt auch, auf welch niedrigem Niveau sich die eigene Industrieproduktion Nordkoreas bewegt. Letztere ist ebenfalls auf den Import von Rohstoffen aus China angewiesen. Der Warenexport nach China ist weit geringer als der Import.
Zusätzlich zu den Sonderwirtschaftszonen Kaesŏng und Kŭmgangsan wurden zwei weitere Regionen an der Nordgrenze eingerichtet. Zum einen die besondere Verwaltungsregion Sinŭiju an der Grenze zu China, und zum anderen die Region Rasŏn, die an China und an Russland grenzt.

## Bruttoinlandsprodukt

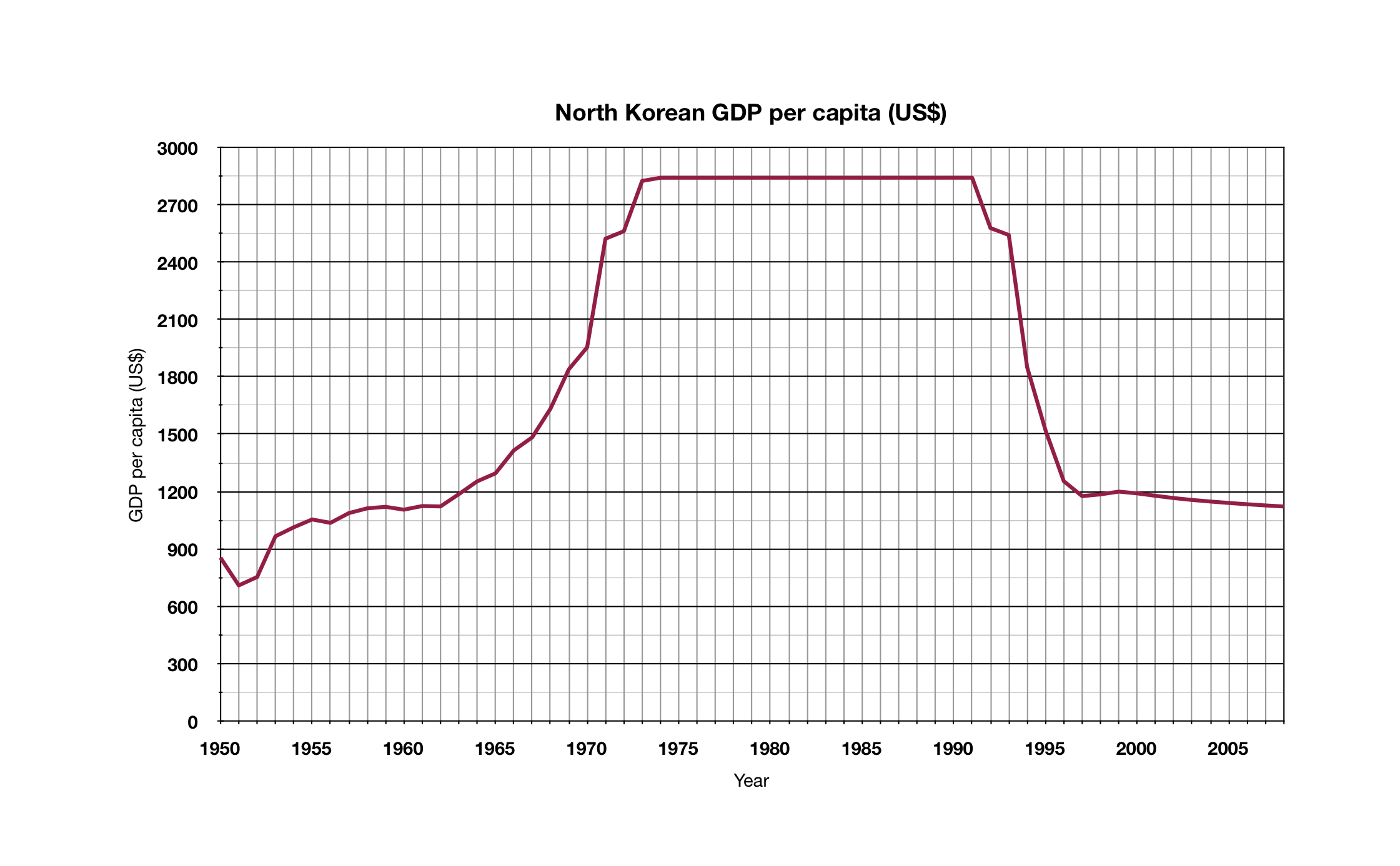
Bruttosozialprodukt Nordkoreas 1950–2008 (US-$ pro Kopf)

Die Vereinten Nationen schätzen, dass das Bruttoinlandsprodukt pro Kopf Nordkoreas mit 600 USD nur ein Vierzigstel des Bruttoinlandsproduktes pro Kopf Südkoreas beträgt. Das BIP nach Wirtschaftssektoren setzte sich 2003 geschätzt wie folgt zusammen:
- Landwirtschaft: 30,2 %
- Industrie: 33,8 %
- Dienstleistung: 36 %

## Erwerbsbevölkerung
Die Erwerbsbevölkerung beträgt etwa 9,6 Millionen, wovon 36 Prozent in der Landwirtschaft tätig sind und 64 Prozent in sonstigen Wirtschaftsbereichen. Arbeitslosigkeit existiert offiziell nicht. Das Recht auf Arbeit hat Verfassungsrang.

## Industrie
Die Hauptzweige der nordkoreanischen Industrie sind:
- Rüstungsindustrie
- Maschinenbau
- Stromerzeugung
- Chemikalien
- Bergbau
  - Kohle
  - Eisenerz
  - Magnesit
  - Graphit
  - Kupfer
  - Zink
  - Blei
  - Edelmetalle
- Metallurgie
- Textilien
- Lebensmittelverarbeitung

### Stromwirtschaft

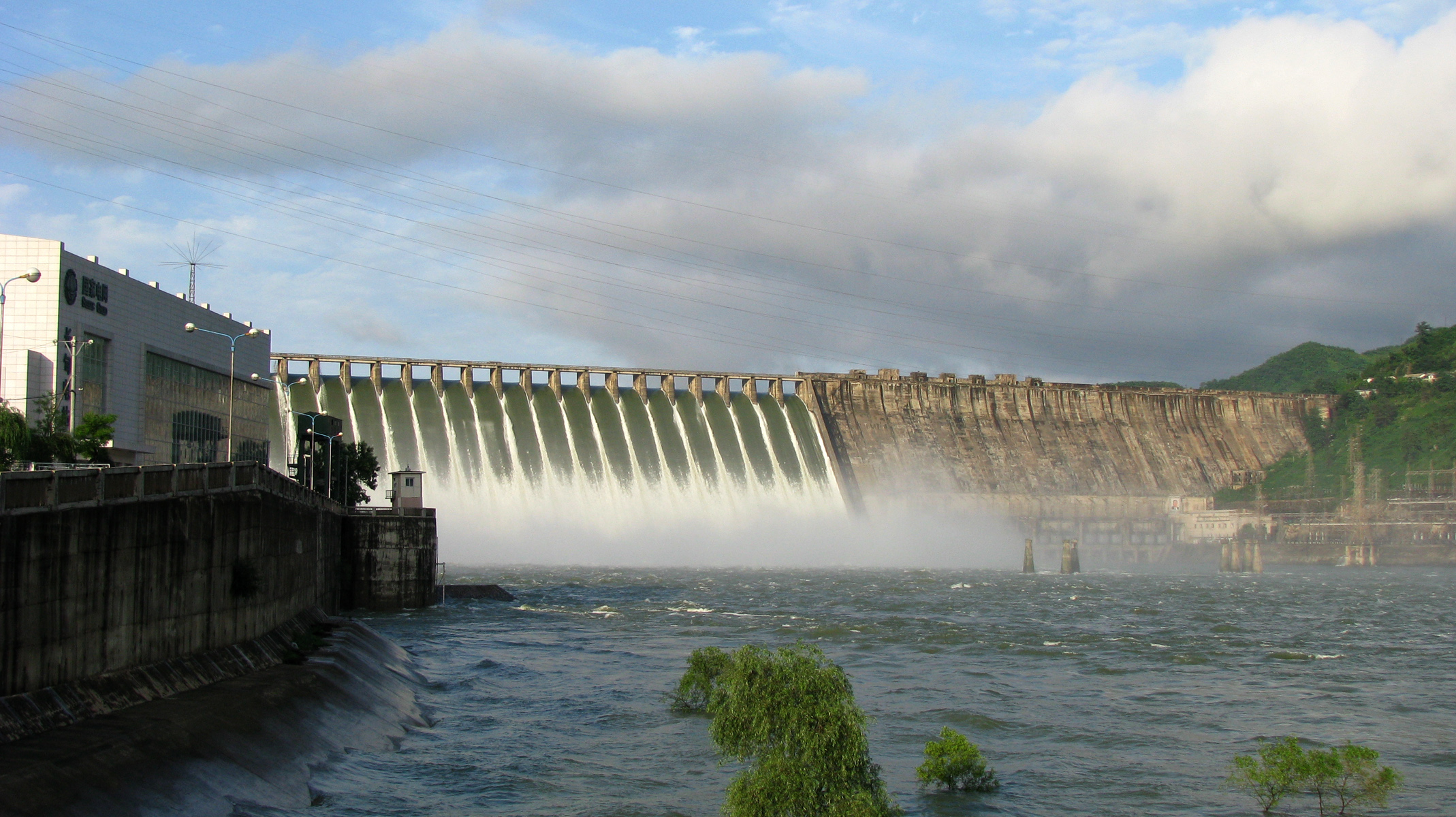
Supung-Talsperre am Fluss Yalu

Nordkorea betreibt ein isoliertes Stromnetz mit einer Frequenz von 60 Hertz. Die Stromerzeugung beruht gemäß der Staatsideologie auf den im Lande vorkommenden Primärenergieträgern Wasserkraft und fossilen Brennstoffen. Es gibt keine verlässlichen Zahlen zur Stromerzeugung. Für die letzten Jahre wird die Stromerzeugung – je nach Quelle – auf etwa 20 bis 30 TWh geschätzt. Der Anteil von Wasserkraft ist etwa gleich hoch wie der Anteil fossiler Energien mit Schwankungen über die Jahre (und je nach Schätzung). Die aktuelle Stromerzeugung liegt deutlich geringer als noch 1990, als rund 50 TWh produziert wurden und damit weit unter dem Bedarf von industriellen und privaten Verbrauchern. Sie ist ein Schwachpunkt bei der Entwicklung der nordkoreanischen Wirtschaft.

### Ausländische Investitionen und Geschäftsaktivitäten
Seit 2002 haben ausländische Investitionen und Gründungen ausländisch-nordkoreanischer Gemeinschaftsunternehmen zugenommen. Europäische Unternehmen haben 2005 in Pjöngjang die European Business Association gegründet, welche faktisch die europäische Handelskammer darstellt und die Interessen der vor Ort angesiedelten europäischen Gemeinschaftsunternehmen und Firmenrepräsentanzen vertritt. Inzwischen liegen auch Erfahrungsberichte in Nordkorea tätiger ausländischer Investoren und Geschäftsleute vor.
Die pro-nordkoreanische Vereinigung der in Japan lebenden Koreaner (Chongryon) strahlte auf ihrem Fernsehsender 2008 einen dreiteiligen Film über ausländische Investitionen und Geschäftsaktivitäten aus. Dieser Film sowie weitere Videos über ausländische Investitionen und Unternehmen in Nordkorea wurden einer weiteren Öffentlichkeit auf Youtube zugänglich gemacht.
Die Wochenzeitung „Die Zeit“ berichtete im März 2016 davon, dass nordkoreanische Arbeiter im Ausland, vor allem in Russland und China, arbeiten und der Lohn als Devisen direkt an den nordkoreanischen Staat zurückfließen, um die Wirtschaftssanktionen gegen das Land zu unterlaufen.

### Schulung nordkoreanischer Führungskräfte in moderner Unternehmensführung und Betriebswissenschaft
Die Pyongyang Business School wurde 2004 mit Unterstützung der Schweizer Regierung und Beiträgen ausländischer Unternehmen und Einzelpersonen gegründet. Führungskräfte nordkoreanischer Unternehmen und Ministerien können an regelmäßigen Seminaren teilnehmen. Hauptzweck ist es, nordkoreanischen Unternehmen zu helfen, ihre Wettbewerbsfähigkeit zu steigern, die Einkommen in Hartwährung zu erhöhen und Arbeitsplätze zu schaffen.

## Landwirtschaftliche Produkte
Die wichtigsten landwirtschaftlichen Produkte Nordkoreas sind:
- Reis
- Mais
- Kartoffeln
- Sojabohnen
- Hülsenfrüchte
- Rindfleisch
- Schweinefleisch
- Geflügel
- Eier

Seit 1995 unterstützt das Welternährungsprogramm der Vereinten Nationen Nordkorea, das nach einer Serie von Naturkatastrophen wirtschaftliche Rückschläge zu verkraften hatte. 2004 wurden 484.000 Tonnen Nahrungsmittel im Rahmen dieses Programms eingeführt.

## Außenhandel
Die Exporte Nordkoreas beliefen sich 2003 auf eine Höhe von 1,044 Milliarden US-Dollar. Hauptexportprodukte waren Mineralien, Metallprodukte, Rüstungserzeugnisse, landwirtschaftliche und Fischereiprodukte. Hauptexportpartner waren 2003 Südkorea (28,5 %), China (28,4 %) und Japan (24,7 %).
Eine Besonderheit der nordkoreanischen Wirtschaft ist der Export von Arbeitskraft. So sind viele Nordkoreaner in der Forstwirtschaft des russischen Fernen Ostens beschäftigt. Bei einem tschechischen Automobilzulieferer in Náchod wurden ebenfalls lange Zeit nordkoreanische Arbeiterinnen beschäftigt. Die hierbei bezahlten Löhne fließen größtenteils direkt in den nordkoreanischen Staatshaushalt bzw. an die politische Elite Nordkoreas. Im August 2009 wurde berichtet, Nordkorea tausche – mangels Devisen – gemäß einer geheimen Übereinkunft zwischen Moskau und Pjöngjang Arbeitskraft gegen russisches Erdöl. Hierzu würden nordkoreanische Arbeiter im russischen Fernen Osten nicht nur in der Forstwirtschaft, sondern auch auf Baustellen eingesetzt.
Im Dienstleistungsbereich ist unter anderem das SEK-Trickfilmstudio als Auftragsproduzent von Zeichentrickfilmen bekannt geworden.
Die Importe Nordkoreas beliefen sich 2003 auf eine Höhe von 2,042 Milliarden US-Dollar. Hauptimportprodukte waren Erdöl, Koks, Maschinen, Konsumgüter und Getreide. Die Hauptimportpartner waren 2002: China (39,7 %), Thailand (14,6 %), Japan (11,2 %), Deutschland (7,6 %), Südkorea (6,2 %), Vietnam und Kuba.

## Geldfälschung und Markenpiraterie
Es gibt Hinweise darauf, dass Nordkorea jedenfalls seit den 1990er-Jahren einen erheblichen Teil seiner Einnahmen aus Geldfälschung und Markenpiraterie erzielt.

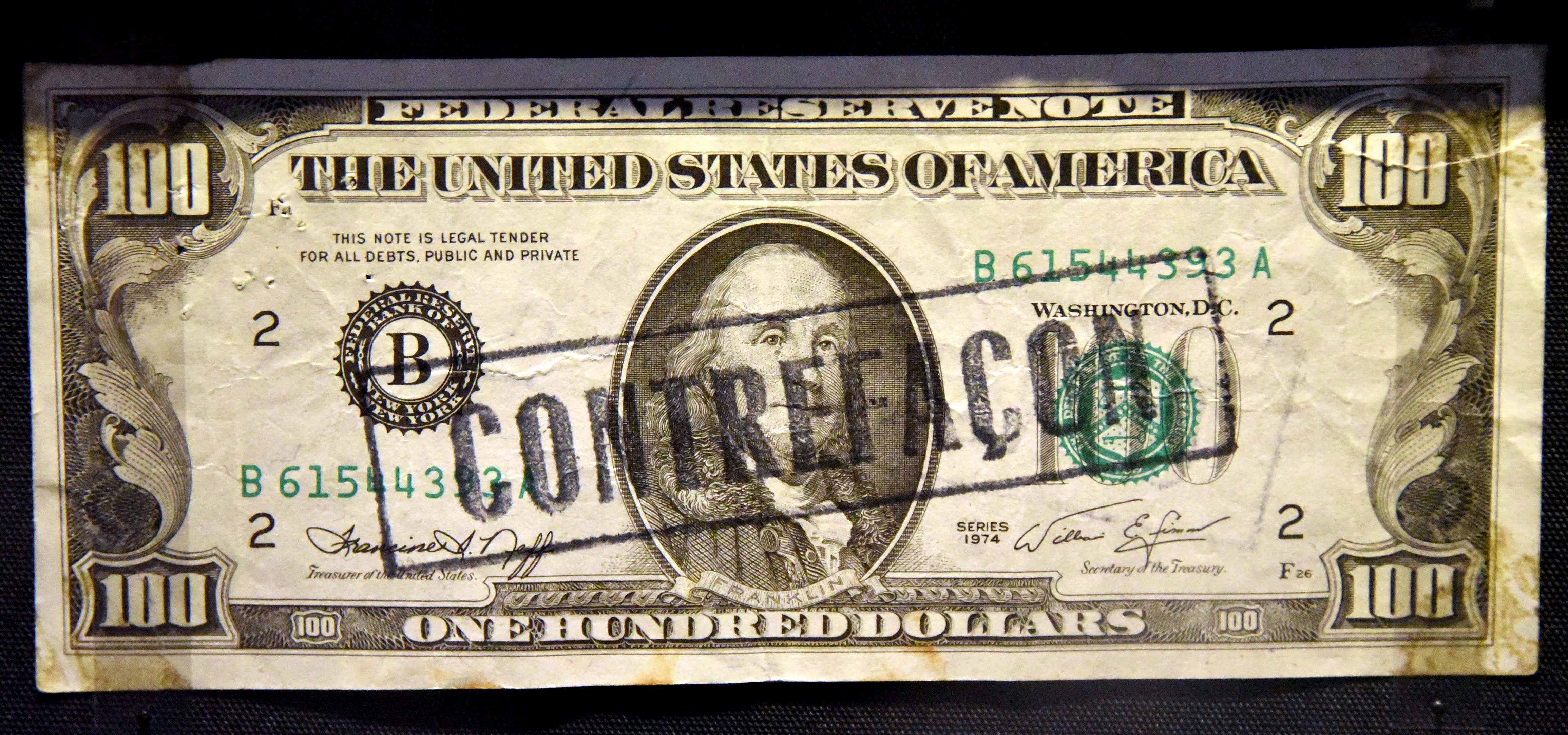
Angeblich in Nordkorea gefälschte 100-Dollar-Note, ein sogenannter Superdollar

So wird Nordkorea verdächtigt, Ursprungsland des sog. Superdollar zu sein, einer besonders hochwertigen Kopie der US-amerikanischen 100-Dollar-Note. Die Scheine sind seit 1989 im Umlauf und sind nach Ansicht von Experten kaum vom Original zu unterscheiden. Nach Aussagen nordkoreanischer Überläufer und einiger europäischer Schmuggler verfüge das Land über mehrere Produktionsstätten, die in der Umgebung von Pyongsong angesiedelt seien. Die falschen Scheine würden von nordkoreanischen Diplomaten vornehmlich in Staaten der Dritten Welt in Umlauf gebracht; auch ein Mitglied der nordirischen IRA steht im Verdacht, die Superdollars verbreitet zu haben. Die Vorwürfe werden allerdings wiederholt in Frage gestellt. So wird angezweifelt, dass Nordkorea technisch in der Lage ist, derart hochwertige Fälschungen mit schnellen Anpassungen an veränderte Vorlagen herzustellen.
Darüber hinaus wird vermutet, dass Nordkorea gefälschte Zigaretten, insbesondere Nachahmungen japanischer und US-amerikanischer Tabakmarken, herstellt und ins Ausland verkauft. Mit 500 bis 700 Millionen US-Dollar pro Jahr soll es sich bei diesem Geschäft um den größten Einzelposten der Einnahmenseite des nordkoreanischen Staatshaushaltes handeln. Etwa 10 Betriebe in der gesamten Republik sind angeblich mit der Produktion solcher Plagiate beschäftigt.

## Auslandsschulden
Die Auslandsschulden Nordkoreas beliefen sich 1996 auf etwa 12 Milliarden US-Dollar. Es gibt keine offiziellen Zahlen über Wirtschaftshilfen, die Nordkorea erhalten hat. Der Staat hat 1997 humanitäre Hilfe in Höhe von 200 und 300 Millionen US-Dollar von den USA, Südkorea, Japan und der Europäischen Union erhalten. Zusätzlich hat der Staat noch große Mengen an Hilfen von den Vereinten Nationen und Nichtregierungsorganisationen erhalten.
Im September 2012 gab das russische Finanzministerium bekannt, dass es Nordkorea 90 % seiner noch aus der Zeit der Sowjetunion stammenden Schulden in Höhe von umgerechnet insgesamt elf Milliarden US-Dollar erlasse und der Rest im Rahmen einer Umschuldung in Bildungs-, Gesundheits- und Energieprojekte investiert würde.

## Währung
- 1 Nordkoreanischer Won = 100 Chon
- Währungssymbol: ₩n
- ISO 4217-Code: KPW

Der Wechselkurs ist von der nordkoreanischen Regierung auf 2,20 KPW = 1 USD festgelegt worden, was einer erheblichen Überbewertung des Wons entspricht.
Ausgebende Bank ist die Zentralbank der Demokratischen Volksrepublik Korea.